# Vrhpolje (gmina Hrpelje-Kozina)
Vrhpolje – wieś w Słowenii, w gminie Hrpelje-Kozina. 1 stycznia 2017 liczyła 69 mieszkańców.